# 不思議な朝 〜僕が生まれた日〜
『不思議な朝 〜僕が生まれた日〜』（ふしぎなあさ ぼくがうまれたひ）は、JAYWALK21枚目のオリジナル・アルバム。2005年4月1日、日本クラウンから発売された。

## 概要
「悲しいくらい脆くて長い橋」より1年振りの新作。デビュー25周年突入時期に発売された。「1972」「永遠の人」「Wonderful Days」先行シングル3曲収録に加えデビュー曲「JUST BECAUSE」の2005年再録ヴァージョンを収録。6曲目「出航」は9分弱の長尺作品となっている。

## 収録曲
1. 不思議な朝 ～僕が生まれた日～
2. 1972
3. Wonderful Days
4. 太陽と俺
5. A Quarter-Century
6. 出航
7. 雨に凍えて
8. 二つの恋と二つの愛
9. メリーゴーラウンド
10. あんなに好きだったのに
11. 永遠の人
12. JUST BECAUSE 2005